# Кларіон Тауншип (округ Клеріон, Пенсільванія)
Кларіон Тауншип (англ. Clarion Township) — селище (англ. township) в США, в окрузі Клеріон штату Пенсільванія. Населення — 3645 осіб (2020).

## Демографія
Згідно з переписом 2010 року, у селищі мешкало 4116 осіб у 1828 домогосподарствах у складі 868 родин. Було 2072 помешкання
Расовий склад населення:
| - 95,1 % — білих - 2,8 % — чорних або афроамериканців - 0,5 % — азіатів - 0,3 % — корінних американців - 0,1 % — вихідців з тихоокеанських островів |

До двох чи більше рас належало 1,1 %. Частка іспаномовних становила 0,9 % від усіх жителів.
За віковим діапазоном населення розподілялося таким чином: 15,5 % — особи молодші 18 років, 72,7 % — особи у віці 18—64 років, 11,8 % — особи у віці 65 років та старші. Медіана віку мешканця становила 27,1 року. На 100 осіб жіночої статі у селищі припадало 86,6 чоловіків;  на 100 жінок у віці від 18 років та старших — 85,9 чоловіків також старших 18 років.
Середній дохід на одне домашнє господарство  становив 41 714 долари США (медіана — 27 231), а середній дохід на одну сім'ю — 66 411 долар (медіана — 56 136). За межею бідності перебувало 42,6 % осіб, у тому числі 38,2 % дітей у віці до 18 років та 3,4 % осіб у віці 65 років та старших.
Цивільне працевлаштоване населення становило 1570 осіб. Основні галузі зайнятості: освіта, охорона здоров'я та соціальна допомога — 30,9 %, мистецтво, розваги та відпочинок — 14,5 %, роздрібна торгівля — 10,3 %, будівництво — 8,4 %.